# Sverre Sollie
 (juillet 2020).
Sverre Sollie (né le 12 septembre 1910 à Røros et mort en 1989) était un ébéniste de la compagnie nationale norvégienne des chemins de fer NSB, également un artiste.
Solli est ébéniste autodidacte dès son plus jeune age. Par le biais de son travail d'ébéniste pour les chemins de fer norvégiens il commence à créer des œuvres de marqueterie, et bien qu'il fût difficile de travailler avec cette technique au cours de la  Seconde Guerre mondiale, il a su développer une technique unique. En 1952 il est envoyé vers le conseil exécutif de NSB pour un voyage d'étude au Danemark. Il a également participé à des voyages d'étude en Suède et en Italie.
Certaines de ses œuvres sont constituées de 40 à 50 différents types de bois.

## Œuvres exposées dans des gares NSB
- Trondheim, Gare centrale, 1953, œuvre de 3,5 x 4 mètres
- Drammen, Gare centrale, 1955
- Bergen, Gare centrale, œuvre de 2.7 x 9 mètres
- Bodø, Gare centrale, 1962